# Gerente de producto
El director de producto, gerente de producto, gestor de producto o jefe de producto investiga, selecciona, e impulsa el desarrollo de productos en una organización, realizando las tareas de gestión de producto. Un director de producto considera numerosos factores como la previsión demográfica, los productos ofrecidos por la competencia, y cómo de bien se ajusta el producto con el modelo de negocio de la empresa. Generalmente, un director de producto gestiona uno o más productos tangibles. Sin embargo, el término puede ser utilizado para describir a una persona que gestiona productos intangibles, como la música, información y servicios. El rol del director de producto en industrias de bienes intangibles es similar al director de programa en la industria de servicios. 
Existen diferentes interpretaciones sobre el papel del gerente de producto. El título de director de producto es a menudo usado en diferentes formas para describir diferentes tareas y responsabilidades. Incluso dentro de la industria de alta tecnología donde la gestión de producto está mejor definida, el trabajo como director de producto varía ampliamente entre compañías. Esto es debido a la tradición e interpretaciones intuitivas por diferentes individuos. 
En la industria de servicios financieros (banca, seguros, etc.), los director de productos gestionan productos (por ejemplo, cuentas de crédito), sus beneficios y pérdidas, y también determinan las estrategias de desarrollo de negocio. 
En algunas compañías, el director de producto también actúa como: 
- Director de publicidad de producto: puede llevar a cabo todas las tareas de actividades de marketing.
- Gestor de proyecto: actividades relacionadas con la programación y gestión de recursos.
- Gerente de programa: tareas de programación, recursos y ejecución de funciones cruzadas.

## El gerente de producto en desarrollo desoftware
La posición del director de producto fue inicialmente concebida para gestionar la complejidad de las líneas de producto, así como para asegurar que dichos productos sean rentables. Los gerentes de producto pueden proceder de diferentes carreras profesionales, porque sus capacidades principales incluyen trabajar con clientes y comprender los problemas que el producto está destinado a resolver.
Un director de producto suele ser mencionado como el director ejecutivo del producto, ya que es responsable de orquestar diferentes actividades asociadas con el aseguramiento de que el producto entregado cumple con las necesidades de los usuarios. En el mundo del software, el rol de jefe de producto varía según el software se mueve a través de su ciclo de vida. Inicialmente en el proceso de desarrollo el director de producto reúne a los interesados en el producto para animarlos en la toma de requerimientos, mientras que más tarde en el ciclo de vida el principal objetivo del director de producto puede ser el test de aceptación del producto. 
A lo largo de todas las etapas del desarrollo del producto, el director de producto representa las necesidades de los usuarios finales, evaluando las tendencias del mercado y la competencia, y usa esta información para determinar qué características construir. Por ejemplo, un director de producto puede decidir si una característica es necesaria porque los usuarios están preguntando por ella, o porque la característica se precisa para mantener competitividad. Con el fin de facilitar el proceso de toma de decisiones el director de producto puede establecer la visión del producto o un marco general para la toma de decisiones del producto. El director de producto también asegura un ambiente de cohesión y se centra en la colaboración entre todos los miembros del equipo, todo en interés de impulsar el producto hacia adelante. Los directores de productos son a menudo considerados como la intersección entre el negocio, experiencia de usuario y tecnología.
Dentro del día a día en un entorno de desarrollo ágil de software las responsabilidades del director de producto incluye la creación y priorización de tareas pendientes del producto o pila del producto, definidas y valoradas previamente. La pila de producto es a menudo compuesta por historias de usuario, que sirven de punto de contacto entre el director de producto y el equipo de desarrollo, validando al usuario final y probando la necesidad de dicho desarrollo. 
Estas son una breve descripción de que debe hacer la característica a desarrollar, e incluye una lista de tareas que deberán realizarse para que la tarea sea considerada como completada, es decir, la lista suele coincidir con el criterio de aceptación. Los detalles de por qué y qué característica debe ser desarrollada son definidos por el director de producto. Los detalles de cómo la característica es desarrollada son definidos por los desarrolladores y los diseñadores. Al final del sprint de desarrollo, el director de producto es responsable de verificar que los criterios de aceptación previamente definidos han sido cumplidos; solo entonces es cuando la característica es oficialmente declarada como completada. Este proceso puede finalizar con una retrospectiva en la cual todo el equipo comenta sus principales errores o aciertos durante el desarrollo de cara a repetir, evitar o mejorar el trabajo en los siguientes ciclos de desarrollo.

## El gerente de producto enmarketing
Es el máximo responsable de la gestión de producto de una organización, y forma parte de las actividades de mercadotecnia. Su implicación dura desde la concepción del mismo hasta su desaparición. Gestionará el producto a lo largo de todo su ciclo de vida definiendo en cada momento las estrategias comerciales y de marketing a seguir. También velará por la maximización de los beneficios producidos por el mismo mediante su relanzamiento en fases de declive o la implementación de otras estrategias encaminadas a prolongar su existencia.
La creación de un nuevo producto o gama de productos va a partir de las conclusiones obtenidas en el plan de marketing. En el mismo se ha tenido que detectar la existencia de una necesidad o deseo por satisfacer por parte de un grupo de consumidores o segmento de mercado lo suficientemente amplio como para compensar el esfuerzo de su creación y lanzamiento. 
El jefe de producto es el encargado de definir el mezcla de mecadotecnia con el que se va a salir al mercado, lo que incluye producto, precio, promoción y distribución o plaza. Dicha mezcla deberá ser atractivo y diferenciado para el segmento objetivo para provocar un deseo de compra rápido y efectivo.

### Habilidades y conocimientos
Para poder llevar a cabo las tareas propias de director de producto en publicidad, las principales habilidades y conocimientos que debe poseer un director de producto son las siguientes:
1. Publicidad de nuevos productos
2. Mercadotecnia y publicidad en línea
3. Gestión de proveedores
4. Diseño de campañas de mercadotecnia
5. Marketing de productos
6. Mercadotecnia estratégica
7. Investigación de mercados
8. Estrategia de precios
9. Organización de ferias y exposiciones

No obstante, estas habilidades y conocimientos pueden ir evolucionando para adaptarse a los cambios tecnológicos y culturales de cada momento.

## Tareas para nuevos productos
Estas son algunas de las tareas a realizar por el jefe de producto para la concepción y el lanzamiento de nuevos modelos:
1. Identificar, especificar y cuantificar las oportunidades actuales del mercado para dichos productos y otros nuevos.
2. Involucrar a otros departamentos de la empresa para la concepción de un producto que satisfaga al cliente en todas sus dimensiones (embalaje, paletizado, servicio posventa, etc.).
3. Desarrollar y presentar tests previos al lanzamiento (de producto, de marca, etc.) para su estudio por parte de dirección.
4. Preparar especificaciones detalladas tanto de usuario como técnicas.
5. Planificar y ejecutar el programa de desarrollo de producto como jefe de proyecto.
6. Desarrollar una oferta de producto atractivo al cliente con una importante característica de diferenciación.
7. Desarrollar y gestionar el lanzamiento del producto al mercado.
8. Reforzar la reputación de la empresa con la oferta una buena relación calidad/precio de unos productos y servicios aptos para el fin para el que se adquieren.